# Episodi di Arrow (sesta stagione)
La sesta stagione della serie televisiva Arrow è stata trasmessa in prima visione assoluta negli Stati Uniti d'America da The CW dal 12 ottobre 2017 al 17 maggio 2018.
In Italia la stagione è stata trasmessa su Premium Action dal 5 febbraio  al 13 agosto 2018. In chiaro viene trasmessa su Italia 1 dal 29 giugno 2019 nel day-time, tranne l'episodio crossover che è stato trasmesso sempre su Italia 1 il 6 aprile 2019 nel day-time.
Questa è l’unica stagione in cui non è presente un arco narrativo esterno a quello principale del 2017-2018 e dislocato in un’epoca estranea a questo lasso di tempo.
L'ottavo episodio di questa stagione è la seconda parte di un nuovo lungo crossover con i rispettivi ottavi episodi della terza stagione di Supergirl, della quarta stagione di The Flash e della terza stagione di Legends of Tomorrow.
Gli antagonisti principali sono Cayden James e Ricardo Diaz / Il Drago
| n° | Titolo originale           | Titolo italiano                   | Prima TV USA     | Prima TV Italia  |
| -- | -------------------------- | --------------------------------- | ---------------- | ---------------- |
| 1  | Fallout                    | Ripercussioni                     | 12 ottobre 2017  | 5 febbraio 2018  |
| 2  | Tribute                    | Tributo                           | 19 ottobre 2017  | 12 febbraio 2018 |
| 3  | Next of Kin                | Parente prossimo                  | 26 ottobre 2017  | 19 febbraio 2018 |
| 4  | Reversal                   | Inversione                        | 2 novembre 2017  | 26 febbraio 2018 |
| 5  | Deathstroke Returns        | Il ritorno di Deathstroke         | 9 novembre 2017  | 5 marzo 2018     |
| 6  | Promises Kept              | Promesse mantenute                | 16 novembre 2017 | 12 marzo 2018    |
| 7  | Thanksgiving               | Il Giorno del ringraziamento      | 23 novembre 2017 | 19 marzo 2018    |
| 8  | Crisis on Earth-X, Part 2  | Crisi su Terra-X - II Parte       | 27 novembre 2017 | 26 marzo 2018    |
| 9  | Irreconcilable Differences | Differenze inconciliabili         | 7 dicembre 2017  | 2 aprile 2018    |
| 10 | Divided                    | Divisi                            | 18 gennaio 2018  | 9 aprile 2018    |
| 11 | We Fall                    | Attacco a Star City               | 25 gennaio 2018  | 16 aprile 2018   |
| 12 | All for Nothing            | Tutto per nulla                   | 1º febbraio 2018 | 23 aprile 2018   |
| 13 | The Devil's Greatest Trick | Il più grande inganno del diavolo | 8 febbraio 2018  | 4 giugno 2018    |
| 14 | Collision Course           | Rotta di collisione               | 1º marzo 2018    | 11 giugno 2018   |
| 15 | Doppelganger               | Doppelganger                      | 8 marzo 2018     | 18 giugno 2018   |
| 16 | The Thanatos Guild         | La gilda di Tanato                | 29 marzo 2018    | 25 giugno 2018   |
| 17 | Brothers in Arms           | Compagni d'armi                   | 5 aprile 2018    | 2 luglio 2018    |
| 18 | Fundamentals               | Allucinazioni                     | 12 aprile 2018   | 9 luglio 2018    |
| 19 | The Dragon                 | Il drago                          | 19 aprile 2018   | 16 luglio 2018   |
| 20 | Shifting Allegiances       | Nelle mani della giustizia        | 26 aprile 2018   | 23 luglio 2018   |
| 21 | Docket No. 11-19-41-73     | Caso n° 11-19-41-73               | 3 maggio 2018    | 30 luglio 2018   |
| 22 | The Ties That Bind         | Vincoli                           | 10 maggio 2018   | 6 agosto 2018    |
| 23 | Life Sentence              | Condanna a vita                   | 17 maggio 2018   | 13 agosto 2018   |

## Ripercussioni
- Titolo originale: Fallout
- Diretto da: James Bamford
- Scritto da: Marc Guggenheim e Wendy Mericle

### Trama
Nei flashback, Slade si dirige verso la nave dell'agenzia governativa A.R.G.U.S. da solo mentre gli altri si rifugiano nell'aereo. Samantha scappa per trovare William, mentre Thea la segue. John rimane ferito al pettorale destro nell'intento di salvare Felicity dall'esplosione. Oliver trova Thea in condizioni critiche, e una morente Samantha gli chiede di occuparsi di William. Dinah e Quentin vengono attaccati da Black Siren, a cui lui spara. Lei verrà successivamente salvata da un uomo sconosciuto. Nel presente, Thea è ancora in stato comatoso e William incolpa Oliver per la morte di Samantha. Black Siren e la sua squadra di mercenari attaccano il SCPD. Durante un altro scontro, John ferisce accidentalmente Rene. Determinando che il prossimo attacco di Laurel avverrà al Municipio, il Team Arrow crea una trappola. Tuttavia, la banda di Black Siren attacca invece il nascondiglio, ma viene respinta dal Team Arrow. La riluttanza di Quentin a ferire Black Siren le consente ancora una volta di fuggire. Oliver organizza un'altra udienza per Rene in modo che possa riscattare sua figlia. Curtis scopre che Black Siren ha rubato il prototipo della T-sfera. Slade dice a Oliver che sta andando fino a Calgary per trovare suo figlio, consigliandogli di scegliere tra il vigilantismo e William. Oliver e William si riconciliano leggermente, anche se le immagini di Oliver mentre ha indosso il costume di Green Arrow trapelano attraverso i media.
- Guest star: Manu Bennett (Slade Wilson/Deathstroke), Anna Hopkins (Samantha Clayton), Dominic Bogart (Alex Faust), Kathleen Gati (Raisa) e Adrian Holmes (Frank Pike)
- Ascolti USA: telespettatori 1 520 000[3]

## Tributo
- Titolo originale: Tribute
- Diretto da: Laura Belsey
- Scritto da: Marc Guggenheim, Beth Schwartz e Adam Schwartz

### Trama
Oliver Queen nega pubblicamente di essere Green Arrow, ma nel frattempo l'FBI apre un'indagine e Oliver teme di perdere William. Anatoly e i suoi uomini rapiscono un gruppo di delegati Markoviani, chiedendo un riscatto. Credendo che Anatoly abbia fatto trapelare la foto, Felicity e Curtis si sforzano di screditarlo mentre rintracciano gli ostaggi, tre dei quali vengono salvati dal Team Arrow mentre Anatoly fugge con uno. Anatoly dice ad Oliver di aver bisogno di convincere la Bratva che lui non è debole e non è più amico di Oliver, iniettando all'ostaggio una tossina che lo ucciderà presto. Rilevando la tossina e acquisendo l'antidoto, Oliver lo inietta all'ostaggio, che Anatoly uccide comunque. Questi fugge dopo aver detto a Oliver che non ha fatto trapelare la foto. Dunque i media acquisiscono prove da una "fonte anonima" da individuare, anche se Felicity e Curtis riescono intanto a dimostrare che la prova fotografica è falsa. Tuttavia, la detective Watson dice ad Oliver che continuerà ad indagare su di lui. Mentre John si prepara a dire ad Oliver del suo danno degenerativo ai nervi, quest'ultimo lo convince a indossare il mantello di Green Arrow, decidendo di scegliere William invece che il vigilantismo.
- Guest star: David Nykl (Anatoly Knyazev), Sydelle Noel (Samandra Watson), Venus Terzo (dott. Schwartz)
- Ascolti USA: telespettatori 1 510 000[4]

## Parente prossimo
- Titolo originale: Next of Kin
- Diretto da: Kevin Tancharoen
- Scritto da: Speed Weed e Oscar Balderrama

### Trama
Il Team Arrow arresta Faust, ma John si rifiuta di sparare frecce. Il Consiglio Comunale redige una legge anti-vigilante più severa. John mente, dicendo a Dinah che ha superato i suoi tremori, intanto gli viene rivelato di avere problemi di leadership quando degli agenti della CIA corrotti iniziano a dare la caccia ad un ex membro per farlo tacere. Rene chiede ad Oliver di tornare nella squadra. Quest'ultimo chiede a Felicity se sarebbe disposta ad aiutare William con la matematica, in vista di un compito in classe, mentre cerca di convincere John delle sue competenze.
- Guest star: Sydelle Noel (Samandra Watson), Dominic Bogart (Alex Faust) e Chastity Dotson (Onyx Adams)
- Ascolti USA: telespettatori 1 340 000[5]

## Inversione
- Titolo originale: Reversal
- Diretto da: Gregory Smith
- Scritto da: Sarah Tarkoff e Emilio Ortega Aldrich

### Trama
Black Siren inizia a uccidere individui apparentemente insignificanti mentre Felicity viene avvicinata da Alena, che le dice che Cayden James sta pianificando qualcosa con centinaia di milioni di vittime in tutto il mondo. Le due incontrano il commerciante del mercato nero "Amnesiac" per comprare una "guida fantasma". Sentendosi preoccupato, Oliver interviene e attacca i teppisti nel covo di Amnesiac, facendo arrabbiare Felicity. Il Team Arrow rintraccia Black Siren nella struttura di Helix, e la villain rivela di lavorare per James. Cayden incarica i suoi uomini di uccidere Felicity e Alena, ma viene criticamente colpito durante il salvataggio dal Team Arrow. Felicity viene a sapere che James ha rubato le impronte digitali delle vittime, necessarie per accedere alla Directory Internazionale dei Nomi di Dominio (IDND), l'infrastruttura Internet globale. Credendo che James intenda distruggere Internet, il Team Arrow attacca il suo team all'IDND, dove Felicity riesce a violare il firewall per fermare l'apparente attacco di James. In seguito Felicity decide di aggiungere Alena alla sua startup, chiamandola HelixDynamics e con l'intenzione di produrre in serie il suo impianto spinale. Si rivela che James abbia intenzionalmente attirato Felicity a rompere il firewall in modo che possa avere accesso segreto e coprire le sue tracce, e in più fornisce a Black Siren un dispositivo per interrompere il tracciamento di Curtis. L'episodio si chiude con Slade Wilson che chiama Oliver e chiede il suo aiuto.
- Ascolti USA: telespettatori 1 330 000[6]

## Il ritorno di Deathstroke
- Titolo originale: Deathstroke Returns
- Diretto da: Joel Novoa
- Scritto da: Ben Sokolowski e Spiro Skentzos

### Trama
Slade chiede a Oliver di aiutarlo a trovare suo figlio, che viene tenuto in prigione. I due incontrano una vecchia conoscenza di Slade, che fornisce loro le informazioni di cui hanno bisogno. Quando arrivano alla prigione, Slade ordina a Oliver di trovare suo figlio, Joe, quindi lo porta fuori di lì, poiché sa che Joe non vorrà vederlo, nonostante le obiezioni di Oliver. Slade ingaggia la sicurezza, conosciuta come gli Sciacalli, in combattimento, dove scopre che la sua conoscenza è in realtà un membro di loro. Quando Slade chiede di liberare Joe, scopre che il loro capo è Joe stesso. Dinah lotta per salvare un politico da Vigilante, in quanto il politico sostiene il disegno di legge anti-vigilante. Dinah in seguito spara il suo Canary Cry su Vigilante che si toglie la maschera, rivelando che in realtà è il vecchio partner di Dinah, Vincent Sobel, ritenuto morto da tempo. In seguito Vincent tenta un altro tentativo di omicidio in un'intervista televisiva, ma viene nuovamente incontrato da Dinah e colpito alla testa da un ufficiale. Vincent rivela che l'acceleratore di particelle lo ha cambiato, e afferma di non aver detto a Dinah che era vivo perché crede che il loro lavoro di poliziotti sia diventato inefficace e non voleva distrazioni. Dinah osserva impotente mentre scompare.
- Ascolti USA: telespettatori 1 290 000[7]

## Promesse mantenute
- Titolo originale: Promises Kept
- Diretto da: Antonio Negret
- Scritto da: Oscar Balderrama e Rebecca Bellotto

### Trama
Slade e Oliver cercano di convincere Joe a partire con loro, ma Joe rifiuta, sostenendo di aver visto suo padre uccidere qualcuno prima di essere stato influenzato dal Mirakuru. Slade cerca di spiegare che si trattava di un colpo pagato, ma Joe si rifiuta di perdonarlo, affermando che imparare chi era veramente suo padre lo ha portato su questa strada. Joe e Slade finiscono per combattere finché Oliver non entra, dopo di che Joe fugge ma non prima di rivelare l'esistenza di suo fratello Grant. Slade dice a Oliver che continuerà a cercare di trovare entrambi i suoi figli, ma consiglia a Oliver di tornare dal suo, non volendo che Oliver faccia gli stessi errori che ha commesso lui. Nel frattempo, il Team Arrow alla fine scopre i tremori di John, portando John a scusarsi con tutti. Curtis si offre di aiutarlo, nello stesso modo in cui ha aiutato Felicity quando è stata ferita. John chiede di avere la notte per pensarci su.
- Ascolti USA: telespettatori 1 280 000[8]

## Il Giorno del ringraziamento
- Titolo originale: Thanksgiving
- Diretto da: Gordon Verheul
- Scritto da: Speed Weed e Wendy Mericle

### Trama
Oliver, Felicity, William e Quentin organizzano un buffet del Ringraziamento per raccogliere fondi per un nuovo Distretto del SCPD. Oliver viene prontamente arrestato dall'agente dell'FBI Watson con l'accusa di vigilantismo per essere Green Arrow. James e Black Siren escono di prigione, intenti a provocare il caos, dal momento che Green Arrow viene catturato. Per fortuna, il processo di Oliver è in ritardo. Quando John viene ferito sul campo, Oliver si adatta di nuovo a Green Arrow, con il Team Arrow che cerca di fermare una bomba piazzata da James e Black Siren allo stadio durante un concerto. Successivamente scoprono che la bomba è falsa e che i poliziotti che sorvegliano lo stadio non sono poliziotti, che vengono rapidamente portati fuori da Dinah, Curtis e Rene. Cayden rivela che era una messa in scena atta a fargli sapere la verità, lui cerca vendetta per suo figlio, Owen Post. James e Black Siren scappano. Oliver visita John in ospedale e afferma che indosserà il cappuccio finché John non sarà guarito, dopo di che potrà reclamarlo. Thea si sveglia dal suo coma e si riunisce con Oliver, Felicity, John e William.
- Ascolti USA: telespettatori 1 090 000[9]

## Crisi su Terra-X - II Parte
- Titolo originale: Crisis on Earth-X, Part 2
- Diretto da: James Bamford
- Scritto da: Wendy Mericle e Ben Sokolowski (sceneggiatura); Marc Guggenheim e Andrew Kreisberg (soggetto)

### Trama
Ai laboratori S.T.A.R., Prometheus, il doppelgänger di Terra-X di Tommy Merlyn, si suicida con la pillola al cianuro per lealtà al regime nazista dopo aver schernito Oliver. Wells rivela che attraverso la sua esplorazione del multiverso, ha scoperto che Terra-X è un mondo distopico in cui la Seconda Guerra Mondiale non è stata vinta dalle forze alleate, ma dalla Germania nazista. Dark Arrow, Overgirl e Thawne rubano un generatore di sub-luce sperimentale, il Prisma, da una società di ricerca. Wells, Caitlin, Cisco e Mick Rory, sono prigionieri presso i laboratori S.T.A.R. dopo che le forze naziste lo hanno occupato. Oliver, Barry, Sara, Martin, Jefferson e Alex vengono rapiti e portati in un campo di concentramento su Terra-X, mentre Kara viene trasferita ai laboratori S.T.A.R.. Overgirl sta morendo per l'insolazione sproporzionata nel suo cuore e Dark Arrow progetta di usare il Prisma, alimentato dall'acceleratore di particelle degli S.T.A.R. Labs, per creare la luce solare rossa artificiale che indebolisce l'invulnerabilità di entrambe le Kara, consentendo un trapianto di cuore da Kara a Overgirl.
- Guest star: Melissa Benoist (Kara Zor-El/Kara Danvers; Kara Zor-El/Overgirl), Tom Cavanagh (Harrison "Harry" Wells; Eobard Thawne/Anti-Flash), Grant Gustin (Barry Allen/Flash), Carlos Valdes (Cisco Ramon/Vibe), Danielle Panabaker (Caitlin Snow/Frost), Dominic Purcell (Mick Rory/Heat Wave), Victor Garber (Martin Stein/Firestorm), Franz Drameh (Jefferson "Jax" Jackson/Firestorm), Caity Lotz (Sara Lance/White Canary), Chyler Leigh (Alexandra "Alex" Danvers) Colin Donnell (Tommy Merlyn/Prometheus)
- Nota. L'episodio è il secondo capitolo di un crossover in quattro parti che è iniziato nell'episodio Crisi su Terra-X - I Parte della serie Supergirl e prosegue nell'episodio Crisi su Terra-X - III Parte di The Flash e infine si conclude in Crisi su Terra-X - IV Parte di Legends of Tomorrow.
- Ascolti USA: telespettatori 2 520 000[10]

## Differenze inconciliabili
- Titolo originale: Irreconcilable Differences
- Diretto da: Laura Belsey
- Scritto da: Sarah Tarkoff e Beth Schwartz

### Trama
Oliver e Felicity celebrano il loro matrimonio con tutti. Il processo contro Oliver si intensifica quando Quentin viene a sapere che un membro del Team Arrow sta testimoniando contro di lui, facendo in modo che Oliver riesca a far rintracciare la squadra. Quentin viene rapito da Black Siren e James. Dinah rivela di incontrarsi con Vincent e le tensioni crescono nella squadra fino a quando Rene ammette di essere lui a testimoniare contro Oliver. Spiega che Watson lo ha messo alle strette con la prova che lui è Wild Dog, e se non avesse testimoniato, non sarebbe mai più stato in grado di rivedere sua figlia. Oliver espelle brevemente Rene dalla squadra, ma l'intera squadra mette da parte le differenze per salvare Quentin, che Black Siren lascia volentieri scappare una volta fuori. Oliver scaccia in modo permanente Rene per aver abbandonato la missione primaria per andare a cercare Lance da solo, violando di nuovo la fiducia di Oliver. Rene viene poi riunito con sua figlia, mentre Dinah e Curtis lasciano il Team Arrow, incapace di fidarsi di Oliver, John e Felicity. Attraverso una telecamera nascosta, Oliver, John e Felicity vengono mostrati monitorati dalla cabala di James, il suo secondo in comando Boots, Black Siren, Anatoly, Vincent e Ricardo Diaz.
- Ascolti USA: telespettatori 1 300 000[11]

## Divisi
- Titolo originale: Divided
- Diretto da: James Bamford
- Scritto da: Ben Sokolowski e Emilio Ortega Aldrich

### Trama
Oliver continua ad essere Green Arrow mentre rifiuta di avere Rene, Dinah e Curtis che lo aiutano. Felicity e Curtis lottano per curare John dai suoi tremori, scoprendo così che il loro nascondiglio è stato violato costringendoli a trasferirsi all' A.R.G.U.S. Oliver, ancora una volta, affronta Cayden James, scoprendo che ha una cabala al suo comando. Dinah passa il tempo con Vincent prima di scoprire che si è alleato con Cayden James e tenta di arrestarlo prima di essere sopraffatta. Dopo la sua lotta con la Cabala di Cayden James, Oliver, Felicity e John scoprono che per vincere hanno bisogno di rimettere insieme la squadra. Oliver si scusa con René, Dinah e Curtis, ma nonostante le sue scuse, si rifiutano di tornare nella squadra. Invece, decidono di creare una propria squadra, con Oliver che augura loro buona fortuna. Curtis mostra a Dinah e Rene il loro nuovo nascondiglio. John, grazie al chip sviluppato da Curtis, guarisce dal tremore alla mano.
- Ascolti USA: telespettatori 1 380 000[12]

## Attacco a Star City
- Titolo originale: We Fall
- Diretto da: Wendey Stanzler
- Scritto da: Speed Weed e Spiro Skentzos

### Trama
Cayden James attacca l'infrastruttura critica di Internet della città, causando numerose vittime tra cui il capitano della polizia Frank Pike, prima di richiedere un pagamento di riscatto di 10 milioni di dollari al giorno da Oliver per evitare che si verifichi un attacco mortale. James rivela dettagli della sua vendetta contro Oliver; una freccia sbagliata scagliata da Freccia Verde ha ucciso suo figlio Owen un anno fa. Tuttavia, Oliver sa che non è responsabile perché era a Hub City in quel momento, quindi c'è un altro sospetto. Vincent afferma di essere sotto copertura con la cabala di James, e dà a Curtis, Rene e Dinah un po' di Intel. Quando uno degli attacchi di James mette in pericolo William e la sua classe durante una gita, Oliver è costretto a rivelare a suo figlio che ha ripreso a essere Green Arrow quando lo ha salvato. Oliver e Quentin stabiliscono zone sicure per i cittadini dopo gli attacchi, alla fine la cabala di James li bersaglia. Oliver e la sua ex squadra mettono da parte le loro differenze e fermano l'attacco del partito di James agli occupanti delle zone di sicurezza. Nonostante William sia ferito dalle menzogne di Oliver, Felicity aiuta William a vedere che è per buone intenzioni e gli fa accettare il dovere di suo padre. Incapace di trovare la prova della sua innocenza prima della scadenza, Oliver dà alle richieste di James priorità assoluta in modo da guadagnare tempo per trovarlo.
- Ascolti USA: telespettatori 1 380 000[13]

## Tutto per nulla
- Titolo originale: All for Nothing
- Diretto da: Mairzee Almas
- Scritto da: Beth Schwartz e Oscar Balderrama

### Trama
Cayden James continua a terrorizzare Star City con la bomba termobarica e i fondi per pagare il riscatto stanno terminando. Il Team Arrow decide quindi di riunirsi di nuovo e accetta l'aiuto di Vince, che li aiuta a sottrarre informazioni utili dal server di Cayden piazzando un dispositivo all'interno della base nemica. Il tradimento viene scoperto e Vince viene catturato. Dinah, Rene e Curtis si muovono per salvare Vince mentre Oliver e John si mettono alla ricerca dell'ordigno. Purtroppo entrambi i team falliscono e Vince viene ucciso da una reticente Laurel, sotto gli occhi impotenti di Dinah: questo porta ad una frattura tra lei e Oliver. Nel frattempo, Lance si accorge che Laurel lo sta seguendo e stabilisce un contatto con lei: sebbene scossa, la ragazza sembra mostrare segni di cambiamento, salvo poi uccidere Vince sotto ordine di Cayden.
- Ascolti USA: telespettatori 1 240 000[14]

## Il più grande inganno del diavolo
- Titolo originale: The Devil's Greatest Trick
- Diretto da: J.J. Makaro
- Scritto da: Sarah Tarkoff e Emilio Ortega Aldrich

### Trama
Cayden James minaccia di far esplodere la bomba entro mezzanotte. Oliver riesce a dimostrargli che non ha ucciso lui Owen, ma che è stato qualcuno interno alla sua organizzazione. Il video che mostra Arrow che uccide suo figlio infatti è stato manomesso dalla stessa persona che aveva inviato la foto di Oliver/Arrow alla polizia e all’FBI. 
Cayden chiede di portargli vivi Laurel, Ricardo e Anatoly per capire chi di questi sia il vero traditore. La presenza di William durante la resa dei conti, fa capire a Cayden che il vero responsabile della morte del figlio è lui ed è ancora più motivato a far esplodere la bomba come punizione per se stesso. Ma quando sta per premere il detonatore, Arrow lo ferma con una freccia riuscendo così ad evitare l’esplosione. Nel frattempo però sia Diaz che Anatoly riescono a fuggire e anche Lauren sembra scomparsa nel nulla.
Alla centrale di polizia Cayden è finalmente in manette. Oliver va da lui nella sala interrogatori per assicurarsi che la sua resa non sia solo una messinscena come già capitato in passato con Prometheus. Cayden però si è davvero arreso e ha rinunciato alla sua vendetta perché ha capito che in realtà la morte del figlio è solo colpa sua. Per dimostrare ad Oliver la sua buona fede gli consegna il conto di una banca a Corto Maltese dove sono depositati i 70 milioni rubati alla città. 
Anche Ricardo Diaz va a trovarlo alla polizia e lo uccide, rivelandosi come colui che sin dall’inizio ha tirato le fila di tutti gli intrighi facendo credere a Cayden che Arrow avesse assassinato suo figlio per far sì che questi lo aiutasse nell’intento di mettere Oliver Queen, accusato di essere Arrow, fuori dai giochi e conquistare la città. Intanto Dinah è determinata a vendicare Vince e dà la caccia a Laurel che però viene aiutata e protetta da Lance.
- Ascolti USA: telespettatori 1 300 000[15]

## Rotta di collisione
- Titolo originale: Collision Course
- Diretto da: Ken Shane
- Scritto da: Oscar Balderrama e Rebecca Bellotto

### Trama
Star City è ancora sull’orlo della collasso economico dal momento che il conto bancario a Corto Maltese è stato svuotato prima che il contabile inviato da Oliver potesse riportare i 70 milioni nelle casse del municipio. Perciò il recupero del denaro è necessario e urgente se non si vuole far precipitare la città nel baratro della bancarotta. 
Felicity scopre che ad aver svuotato il conto bancario è stata proprio Laurel che è ancora ferita e nascosta a casa di Quentin all’insaputa di tutti. Infatti Oliver, Diggle, Felicity da una parte, Dinah, Curtis e Rene dall'altra sono alla ricerca di Laurel, anche se con intenzioni diverse. Si troveranno a combattere gli uni contro gli altri sotto l'ombra di un'amicizia persa per sempre. Intanto Lance e Thea tengono nascosta Laurel in attesa di poterla far fuggire dalla città, evitandole così lo scontro con Black Canary II. A subire le conseguenze peggiori della lotta fratricida sarà Rene, vittima del riacutizzarsi di una brutta vecchia ferita. Viene trasportato in ospedale ed operato d’urgenza ma purtroppo le ferite sono molto gravi e rischia la vita se non verrà trasportato presso un altro ospedale al di fuori di Star City. 
Laurel è di nuovo in fuga quando si presenta presso un magazzino dove dichiara ad un uomo incontrato per caso di essere Laurel Lance e di essere stata chiusa in una prigione per due anni.
- Ascolti USA: telespettatori 1 110 000[16]

## Doppelganger
- Titolo originale: Doppelganger
- Diretto da: Kristin Windell
- Scritto da: Speed Weed (sceneggiatura); Christos Gage e Ruth Fletcher Gage (soggetto)

### Trama
Un nuovo testimone per il caso che coinvolge Oliver Queen dirompe a Star City. Roy Harper, vecchia fiamma di Thea, sembra essere la carta a sorpresa dell'accusa. In realtà dietro a tutto ciò c'è la regia di Ricardo Diaz, corruttore di gran parte degli agenti in servizio alla SCPD. Costringendo Roy a dare falsa testimonianza contro Oliver Queen, avrebbe la strada spianata per la conquista della città. 
Laurel che era stata portata da un agente di polizia corrotto presso il covo di Diaz, si presenta a casa di Quentin e cerca di convincere lui Oliver, Thea e gli altri che è dalla loro parte e li mette a conoscenza del piano di Diaz, compreso dove questi tiene nascosto Roy. Il blitz del team libera però Harper per la gioia di Thea. L'improvvisa voglia di cooperare di Laurel mette in allarme Oliver.
- Ascolti USA: telespettatori 1 280 000[17]

## La gilda di Tanato
- Titolo originale: The Thanatos Guild
- Diretto da: Joel Novoa
- Scritto da: Beth Schwartz e Ben Sokolowski

### Trama
Quando Thea e Roy si preparano ad abbandonare il team per vivere la loro vita, vengono attaccati da alcuni ninja della gilda di Tanato, un gruppo di lealisti al servizio di Athena, che ha preso il comando di ciò che resta della Lega degli Assassini di Malcom Merlyn, padre di Thea. A salvarli è Nyssa, che li informa dell'esistenza di una mappa importante per gli Assassini: Athena è convinta che Thea sappia dove si trova e le darà la caccia per entrarne in possesso. Thea, inizialmente riluttante, aiuta Nyssa ad entrare in possesso della mappa, nonostante le resistenze di Oliver e Roy, che non vorrebbero esporla al pericolo. Rinvenuto il manufatto, dopo un primo scontro con Athena e i suoi uomini, il team cerca di decifrarla, ma prima che possano farlo, Athena piazza una bomba in un impianto per la gassificazione, minacciando di far saltare tutto se non gliela avessero consegnata.
- Ascolti USA: telespettatori 1 120 000[18]

## Compagni d'armi
- Titolo originale: Brothers in Arms
- Diretto da: Mark Bunting
- Scritto da: Sarah Tarkoff e Jeane Wong

### Trama
Dinah e alcuni agenti dell'SCPD riescono a prendere Anatoly, ma il capitano Hill e Armand lo fanno liberare, mettendo a rischio i poliziotti non corrotti che erano presenti al suo arresto. 
Dinah e Curtis li portano in un luogo sicuro, ma uno dei poliziotti che dovrebbero difendere li vende a Diaz per avere la libertà.
Curtis si innamora del poliziotto Nick, anche se quest'ultimo è contro i vigilanti.
Oliver confessa a Diggle che non gli darà più il cappuccio e John ha una reazione decisamente inaspettata.
Litigano e si incolpano a vicenda della divisione del gruppo e del potere di Diaz. Dopo aver intrapreso una lotta, vengono fermati da Felicity, che li invita a calmarsi e a collaborare per bloccare la produzione della vertigo. Riescono ad ottenere una piccola vittoria, ma decidono di dividersi e Diggle prende in considerazione la possibilità di unirsi all'Argus.
- Ascolti USA: telespettatori 870 000[19]

## Allucinazioni
- Titolo originale: Fundamentals
- Diretto da: Ben Bray
- Scritto da: Speed Weed e Emilio Ortega Aldrich

### Trama
Gli effetti della vertigo sono devastanti per Oliver tanto che arriverà a maltrattare William e ad essere allontanato da Felicity. Una serie di personaggi del passato, tra cui Adrian Chase, Laurel di Terra-1, Dinah, Curtis e Rene, si manifestano sotto forma di visioni sollecitando la coscienza del sindaco di Star City ora sotto impeachment. La rete di Ricardo Diaz si sta allargando sempre di più per buona pace della giustizia.
- Ascolti USA: telespettatori 1 060 000[20]

## Il drago
- Titolo originale: The Dragon
- Diretto da: Gordon Verheul
- Scritto da: Spiro Skentzos e Elizabeth Kim

### Trama
Diaz è determinato a costruire il suo impero fondato sul crimine e la corruzione. Con l'aiuto di Laurel, scala i vertici delle organizzazioni criminali fino ad arrivare alla Quadrant, vero olimpo del male. La diffidenza dei capi non crea difficoltà all'ambizioso malfattore tanto che, non curante delle conseguenze, uccide un componente dell'organizzazione stessa, Cartier. Ma l'ultimo tassello è quello che gli interessa di più. Vendicarsi delle vessazioni di Jessie, suo aguzzino negli anni dell'orfanotrofio. Felicity e Oliver si chiariscono e si ricongiungono.
- Ascolti USA: telespettatori 960 000[21]

## Nelle mani della giustizia
- Titolo originale: Shifting Allegiances
- Diretto da: Alexandra La Roche
- Scritto da: Wendy Mericle e Rebecca Bellotto

### Trama
Oliver va da Anatoly nella speranza di fargli cambiare idea su Diaz. Anatoly lo cattura e lo porta da Diaz. I due hanno uno scontro corpo a corpo durante il quale Oliver ha la peggio. Diaz lo fa arrestare, anticipando il processo.
- Ascolti USA: telespettatori 870 000[22]

## Caso n° 11-19-41-73
- Titolo originale: Docket No. 11-19-41-73
- Diretto da: Andi Armaganian
- Scritto da: Marc Guggenheim (soggetto); Tyron B. Carter e Ubah Mohamed (sceneggiatura)

### Trama
Si apre il processo contro Oliver Queen. L'intento è di rivelare l'identità di Green Arrow e i sospetti più fondati ricadono su di lui. Diaz ha ormai in pugno la città, compresa la giustizia. Un giudice corrotto e un avvocato senza scrupoli si schierano contro.
- Ascolti USA: telespettatori 1 100 000[23]

## Vincoli
- Titolo originale: The Ties That Bind
- Diretto da: Tara Miele
- Scritto da: Ben Sokolowski e Oscar Balderrama

### Trama
Diaz decide di colpire tutte le persone care ad Oliver e attacca contemporaneamente lui, Felicity e William, Rene e Zoe, Curtis e Nick e Dinah. Il vecchio team, compresa Lyla, si ritrova riunito a cercare nuove strategie per fermare Diaz. A Oliver l'unica possibilità sembra Anatoly. Grazie al russo, infatti, il team riesce a tendere un'imboscata a Diaz durante la quale i ragazzi si rendono conto che l'uomo fa di tutto per tenere con sé una chiavetta.
- Ascolti USA: telespettatori 1 000 000[24]

## Condanna a vita
- Titolo originale: Life Sentence
- Diretto da: James Bamford
- Scritto da: Wendy Mericle e Marc Guggenheim

### Trama
Pur di raggiungere l'obiettivo di liberare Star City, Oliver si consegna spontaneamente all'FBI: l'agente Samanda Watson prende in carico il suo trasferimento in un carcere di massima sicurezza, Felicity è sconvolta e il team disorientato. Diaz in seguito, rapisce Laurel, e dopo aver cercato di ricattare Lance, rapisce anche lui. Oliver e la sua squadra cercano di rintracciarli, finché alla fine riescono a trovarli. Dopo che Oliver ha trovato Diaz sul tetto, i due iniziano uno scontro, mentre Dinah e Laurel cercano di aiutare il padre di quest'ultima, dato che per salvare sua figlia, si è preso una pallottola al posto suo. Mentre Oliver sta per sconfiggere Diaz, arriva Laurel che con un urlo lo scaraventa dentro un fiume. Finita la battaglia, Felicity riesce a scaricare i file della lista del libro paga di Diaz. Il team Arrow e Sara, tornata dalle leggende, viene a conoscenza che il sindaco Lance non è riuscito a sopravvivere ed è morto. L'episodio termina con Oliver che dichiara a tutto il mondo che è Green Arrow, e mentre va in carcere con tutti i criminali che ha fatto arrestare, Diaz (ancora vivo), lo osserva in televisione.
- Ascolti USA: telespettatori 1 350 000[25]